# 孔璠
孔璠（1106年—1143年），字文老，北宋和南宋之交袭庆府仙源县（今山东省曲阜市）人。孔子四十九代孫，孔延泽玄孙，孔宗願曾孙，孔若蒙之孙，孔端操次子。
刘齐阜昌三年（1133年）补迪功郎，袭封衍圣公，主管祭祀孔子之事。天会十五年（1137年），金朝废除齐国。金熙宗即位，兴制度礼乐，在上京会宁府立孔子庙。天眷三年（1140年），下诏求孔子后裔，任命孔璠为承奉郎，袭封衍圣公，奉祀孔子。金熙宗读《论语》、《尚书》、《春秋左氏传》及诸史、《通历》、《唐律》。皇统元年（1141年）三月，金熙宗谒奠孔子庙，北面再拜。皇统三年（1143年），孔璠卒，赠荣禄大夫，埋葬在曲阜孔林祖墓西南侧。子孔拯袭封。他有三子：孔拯、孔摠、孔搏。 
| 前任者： 孔端操 | 金朝北宗衍圣公 1140年—1143年 | 繼任者： 孔拯 |

## 参看
- 孔子
- 孔子世家大宗世系
- 孔子世家大宗世系图
- 孔子世家南宗北宗世系图